# Imre Pozsgay
Imre Pozsgay [požgaj] (26. listopadu 1933 Kóny – 25. března 2016 Budapešť) byl maďarský politik. V roce 1950 vstoupil do Maďarské strany pracujících, vystudoval Leninův institut a působil jako stranický funkcionář, v letech 1971–1975 byl šéfredaktorem ideologického časopisu Tarsádalmi szemle. V roce 1976 se stal ministrem kultury, od roku 1980 vedl spojená ministerstva kultury a školství. Za kritiku stranického vedení byl v roce 1982 odsunut na méně významné místo předsedy Vlastenecké lidové fronty. Poté, co roku 1988 v čele strany Jánose Kádára nahradil Károly Grósz, byl Pozsgay povolán do vlády i politbyra. Stal se hlavní postavou reformního křídla strany, zasloužil se o státní pohřeb Imre Nagye i o uspořádání Panevropského pikniku. V říjnu 1989 inicioval přeměnu Maďarské socialistické dělnické strany na Maďarskou socialistickou stranu, která se vzdala vedoucí úlohy ve státě, a byl zaveden pluralitní systém. V roce 1991 založil Pozsgay vlastní stranu Národní demokratické sdružení, která však nezískala výraznější vliv a v roce 1996 zanikla. Pozsgay pak vyučoval politologii na Debrecínské univerzitě, byl rektorem Akademie svatého Ladislava a vydával časopis Stádium. V závěru politické kariéry zastával nacionalistické postoje, byl členem vedení Světové federace Maďarů a poradcem premiéra Viktora Orbána.[zdroj?]